# La Légende de sainte Cécile
La Légende de sainte Cécile, opus 22, est une musique de scène d'Ernest Chausson composée en 1891 pour le drame homonyme de Maurice Bouchor. 

## Présentation
La Légende de sainte Cécile est une musique de scène composée entre juillet et septembre 1891 pour accompagner le drame homonyme en trois actes de Maurice Bouchor, d'après La Légende dorée de Jacques de Voragine, donné au Petit-Théâtre des Marionnettes, avec des décors d'Henry Lerolle.
Le Petit-Théâtre, salle de 250 places située Galerie Vivienne à Paris, avait été fondé par le poète Henri Signoret en mai 1888, avant que Bouchor ne prenne la tête de l'institution. Le théâtre, actif jusqu'en 1894, était le lieu de représentations de grands textes avec des marionnettes et accompagnement de musique.
La Légende de sainte Cécile est la troisième — et dernière — partition composée par Chausson à destination du Petit-Théâtre des Marionnettes. L'œuvre, pour soprano, chœur de femmes à trois voix et ensemble instrumental, est créée le 30 janvier 1892.

## Structure
La partition de Chausson est constituée de quinze numéros :
- Acte I :
  - Mélodrame (entrée de Cécile), en mi majeur, qui expose un thème qui sera plusieurs fois repris par la suite ;
  - Mélodrame et chœur, en la bémol majeur, qui fait alterner « la déclamation en mélodrame de Cécile en prière et un chœur céleste invisible (avec célesta)[5] », numéro dans lequel « l'écriture chromatisée du début s'éclaircit peu à peu au profit d'une conclusion aux harmonies « lohengriennes »[5] » ;
  - Hymne liturgique de Saint Michel, où le « thème grégorien de l'hymne est confié aux cordes à l'unisson en mode de la sur ré[5] » et sert de matériau thématique aux deux numéros suivants ;
  - Mélodrame, qui accompagne la prière de Cécile à saint Michel, où l'hymne est traité en contrepoint libre ;
  - Mélodrame, qui reprend le thème de l'hymne, qui s'efface à l'entrée de Valérien, le fiancé romain mais converti au christianisme de Cécile, et est remplacé par « un thème lyrique en ré majeur [...qui] atteint un sommet expressif avant de conclure sur une cadence plagale minorisée[5] » ;
  - Chœur et mélodrame, numéro dans lequel les voix célestes « promettent au jeune couple la palme des martyrs. Deux chœurs en sol majeur (colorés par la sonorité du célesta) encadrent la prière muette de Cécile et de Valérien qu'accompagne un thème en mi majeur confié au violoncelle[5] » ;
- Acte II :
  - Cantique de Cécile, (« Que d'étoiles dans vos cheveux... »), prière à la Vierge en fa mineur chantée par la soprano, qui est introduite par un prélude de violoncelle représentant Cécile jouant de la viole ;
  - Musique de scène (entrée de Cécile), qui reprend en partie la musique du premier numéro ;
  - Musique de scène (sortie de Cécile et de Valérien), en do majeur, « sur un rythme estompé de marche[6] » ;
- Acte III :
  - Prélude et chœur, dont le prélude, en ré mineur, « évoque le cachot où croupit Cécile dans l'attente de son supplice[6] », avant qu'au lever de rideau l'atmosphère ne s'éclaircisse, puis le « chœur céleste (avec célesta), en fa majeur, prédit à Cécile sa gloire prochaine[6] » ;
  - Chœur, en ré mineur, à l'écriture « purement harmonique[6] », qui annonce à Cécile qu'elle reverra Valérien avant de mourir ;
  - Mélodrame et chœur, numéro dans lequel « de violents remous chromatiques et une harmonie de septième diminuée traduisent les angoisses de Cécile à l'approche du supplice tandis que le chœur céleste tente de la rassurer[6] » ;
  - Mélodrame, chœur et musique de scène, numéro qui s'ouvre sur « une grande agitation chromatique de l'orchestre et [une] déclamation syllabique du chœur », qui évoque le « roi blasphémateur qui a ordonné le supplice de Cécile et de Valérien [qui] est [...] englouti par le feu de l'enfer. Valérien rejoint Cécile dans sa cellule. Tous deux prient sur un fond musical en do mineur rythmé à 
. Conclusion en do majeur[6] » ;
  - Musique de scène, où Cécile est conduite au supplice tandis que Valérien attend son tour, qui reprend de façon abrégée la musique du premier numéro ;
  - Scène finale (apparition de Sainte Cécile), où « Valérien se prépare au supplice tandis que Cécile, rayonnante dans sa gloire immortelle, l'encourage à mourir[6] » ; air de Cécile, avec chœur, en mi majeur, usant de « ruissellements d'arpèges du célesta et de la harpe, trémolos des violons et longues tenues dans l'aigu des voix féminines[7] ».

## Discographie
- avec La Tempête, Isabelle Vernet (Sainte Cécile), Chœur de femmes de Radio France, Ensemble orchestral de Paris, Jean-Jacques Kantorow (dir.), Emi Classics, 1995[8],[9].